# Elsa Schiaparelli
Elsa Schiaparelli (n. 10 septembrie 1890, Roma, Regatul Italiei – d. 13 noiembrie 1973, Paris, Franța) a fost un designer de modă italian dintr-un mediu aristocratic. Ea a creat Casa Schiaparelli la Paris în 1927, pe care a condus-o din anii 1930 până în anii 1950. Începând cu tricotaje, modelele lui Schiaparelli au omagiat suprarealismul și moda excentrică. Colecțiile ei erau renumite pentru temele neconvenționale și artistice, cum ar fi corpul uman, insectele sau tehnica trompe-l'œil și pentru utilizarea culorilor strălucitoare precum „rozul șocant”.
Alături de Christian Dior, a contribuit esențial la comercializarea modei pariziene în întreaga lume. 
Schiaparelli a colaborat cu Salvador Dalí și Jean Cocteau. Alături de Coco Chanel, cea mai mare rivală a ei, este considerată una dintre cele mai proeminente personalități europene în modă în perioada dintre cele două războaie mondiale. Printre clienții ei se numărau moștenitoarea Daisy Fellowes și actrița Mae West.

## Biografie
Elsa Luisa Maria Schiaparelli s-a născut la Palazzo Corsini, Roma. Mama ei, Giuseppa Maria de Dominicis, era o aristocrată napolitană. Tatăl ei, Celestino Schiaparelli⁠(d), un piemontez, a fost un savant desăvârșit, cu mai multe domenii de interes. Studiile sale s-au concentrat pe lumea islamică și pe epoca Evului Mediu și a fost, în plus, o autoritate în sanscrită și un curator de manuscrise medievale. De asemenea, a fost decan al Universității Sapienza din Roma, unde Schiaparelli va continua ulterior să studieze filozofia. Fratele său, astronomul Giovanni Schiaparelli, descoperise așa-numitele canali sau canalele marțiane, iar tânăra Schiaparelli studia adesea cerurile cu unchiul ei. Un văr al fraților, Ernesto Schiaparelli, a fost un egiptolog renumit care a descoperit mormântul lui Nefertari și a fost director al Museo Egizio din Torino.
Contextul cultural și erudiția membrilor familiei ei au servit la dezvoltarea imaginației și deschiderea apetitului pentru cultură încă din perioada copilăriei lui Schiaparelli. Ea a devenit fascinată de tradițiile culturilor antice și ale riturilor religioase. Aceste surse au inspirat-o să scrie un volum de poezii intitulat Arethusa, bazat pe mitul grecesc antic al vânătorii. Conținutul scrisului ei a contrazis atitudinea conservatoare ale părinților, încât aceștia au căutat să-i îmblânzească fanteziile trimițând-o la un internat al unei mănăstiri din Elveția. Odată ajunsă în mediul constrâns și reglementat al școlii, Schiaparelli s-a răzvrătit împotriva autorității stricte făcând greva foamei, lăsându-le părinților o singură soluție, aceea de a o aduce înapoi acasă.
Schiaparelli era nemulțumită de stilul ei de viață pe care, deși rafinat și confortabil, îl considera îngrădit și fără satisfacție. Dorința ei de aventură și explorare a lumii au determinat-o să ia măsuri pentru a schimba acest lucru, iar când un prieten i-a oferit o slujbă de a îngriji copii orfani de la o casă de țară engleză, ea a văzut o oportunitate de a pleca și de a lăsa în urmă acea viață plină de neîmplinire. Totuși, acel post s-a dovedit nepotrivit pentru Schiaparelli, care a planificat întoarcerea în Paris, preferând această mutare în Paris decât să recunoască greșeala făcută și să se întoarcă la familia ei din Roma.

### Căsătoria
Elsa Schiaparelli a fugit la Londra pentru a evita căsătoria cu un pretendent insistent, un rus bogat pe care părinții ei l-au îndrăgit și față de care ea nu a simțit nicio atracție. La Londra, Schiaparelli a participat la o prelegere despre teosofie. Lectorul la acea prelegere a fost Willem de Wendt, un bărbat cu diferite pseudonime, cunoscut și sub numele de Willie Wendt și Wilhem de Kerlor. Se afirmă că și-a schimbat legal numele în Marea Britanie în Wilhelm Frederick Wendt de Kerlor, o combinație dintre numele de familie al tatălui său și numele de fată al mamei. Profesia lui de Wendt era aceea de promotor de sine, inventator, în realitate acesta era un escroc care pretindea că are puteri supranaturale și numeroase acreditări academice. Pe rând dar și în același timp, s-a dat drept detectiv și psiholog criminalist, doctor și lector. Într-o perioadă pe scena de vodevil, Kerlor s-a autoproclamat drept „Celebrul Dr. W. de Kerlor, faimos în întreaga lume”. Schiaparelli a fost imediat atrasă de acest șarlatan carismatic și s-au logodit a doua zi după prima lor întâlnire. S-au căsătorit la scurt timp după aceea la Londra, la 21 iulie 1914; Schiaparelli avea douăzeci și trei de ani iar noul ei soț treizeci. De Kerlor a încercat să-și câștige existența, exagerând reputația sa de practician al supranaturalului, deoarece cuplul își ducea existența în principal din zestrea de la nuntă și o alocație oferită de părinții Elsei. Schiaparelli a jucat rolul de complice la fraudele soțului ei. În 1915, cuplul a fost forțat să părăsească Marea Britanie după ce Kerlor a fost deportat în urma condamnării sale pentru practicarea ghicitului, în acel moment ilegal. Ulterior, au trăit o existență peripatetică la Paris, Cannes, Nisa și Monte Carlo, înainte de a pleca în America în primăvara lui 1916.
Familia De Kerlor s-a debarcat la New York, cazându-se inițial la Brevoort, un hotel proeminent din Greenwich Village, după care s-au mutat într-un apartament deasupra Café des Artistes, lângă Central Park West. De Kerlor a închiriat birouri unde a inaugurat „Biroul de Psihologie” prin care spera să obțină faimă și avere folosind munca sa paranormală și de consultanță. Soția lui lucra pe post de asistentă, oferind sprijin administrativ pentru promovarea în ziare, pentru a oferi o știre senzațională, a câștiga celebritate și aprecieri. În această perioadă, De Kerlor a intrat sub supravegherea Biroului de Investigații al Guvernului Federal, (BOI), un precursor al Biroului Federal de Investigații, (FBI), nu numai pentru practicile sale profesionale dubioase, ci și pentru suspiciunea că adăpostește anti-britanici și dă dovadă de loialitate pro-germană în timpul războiului. Până în 1917, afilierea cu jurnaliștii John Reed și Louise Bryant îl poziționase în atenția guvernului ca un posibil simpatizant bolșevic și revoluționar comunist. Încercând să evite acest control, familia De Kerlor a plecat la Boston în 1918, unde și-au continuat activitățile așa cum făcuseră în New York. Ambii au fost în cele din urmă scutiți de urmărirea penală sau deportare, autoritățile concluzionând că afirmațiile acestora indicau mai mult o infatuare decât dovezi ale unor indivizi care reprezentau o amenințare pentru societate.
Elsa s-a bazat foarte mult pe sprijinul emoțional oferit de prietena ei apropiată Gabrielle „Gaby” Buffet-Picabia, soția artistului dada și suprarealist Francis Picabia, pe care o întâlnise pentru prima dată la bordul navei în timpul traversării transatlantice către America în 1916. În urma plecării lui De Kerlor, Schiaparelli s-a întors la New York, atrasă de spiritul său de începuturi și vitalitate culturală. Interesul ei pentru spiritism s-a transpus într-o afinitate pentru arta mișcărilor Dada și Suprarealistă, iar prietenia ei cu Gaby Picabia a facilitat intrarea în acest cerc creativ care cuprindea membri de seamă precum Man Ray, Marcel Duchamp, Alfred Stieglitz și Edward Steichen. Deși din punct de vedere tehnic era încă căsătorită, Schiaparelli a avut o relație cu cântărețul de operă Mario Laurenti, dar această relație a încetat la moartea lui Laurenti în 1922, după o boală bruscă.
Schiaparelli și De Kerlor au divorțat în cele din urmă în martie 1924. În 1928, de Kerlor a fost ucis în Mexic în circumstanțe necunoscute.

## Întoarcerea la Paris

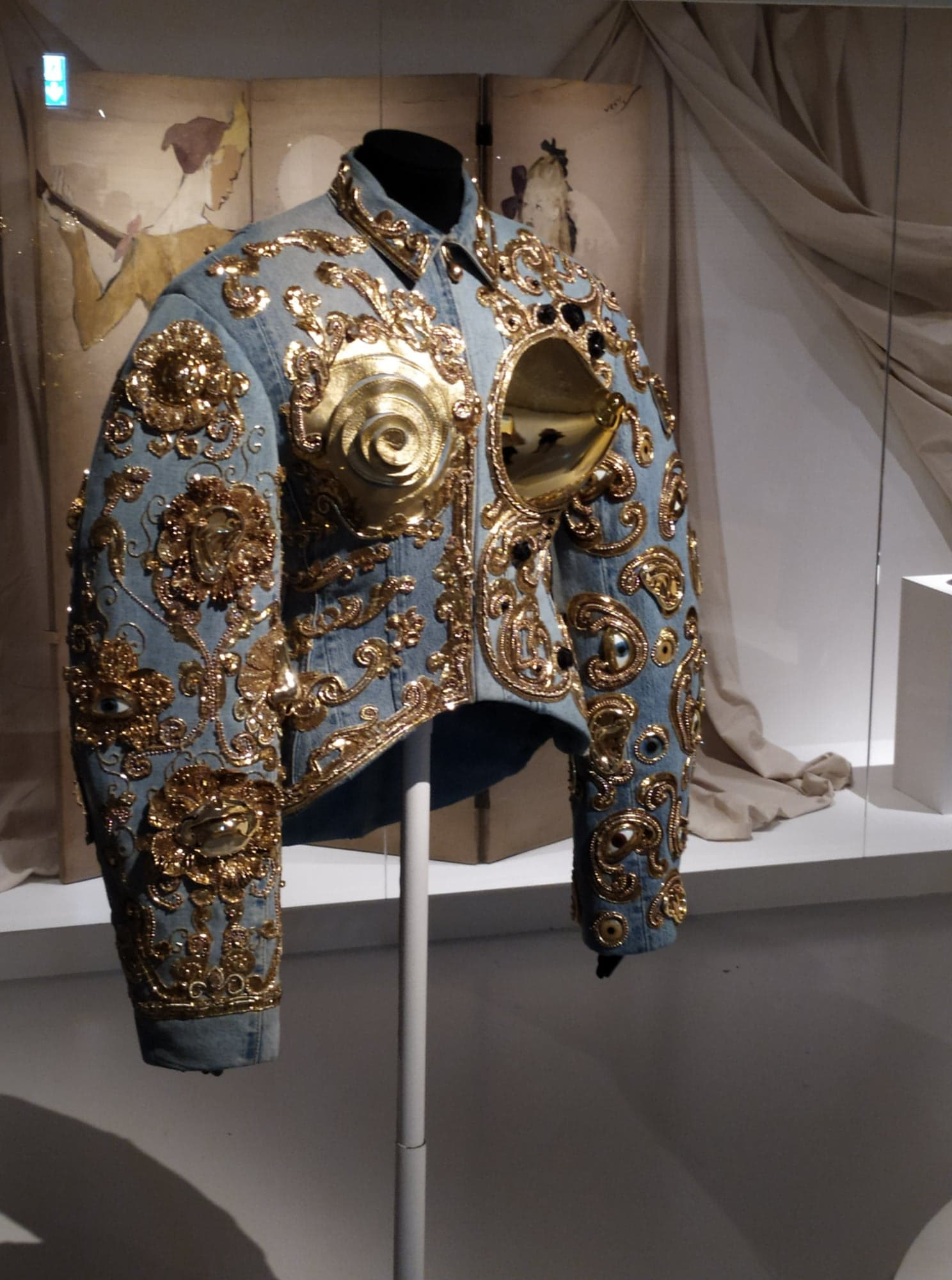
Elsa Schiaparelli

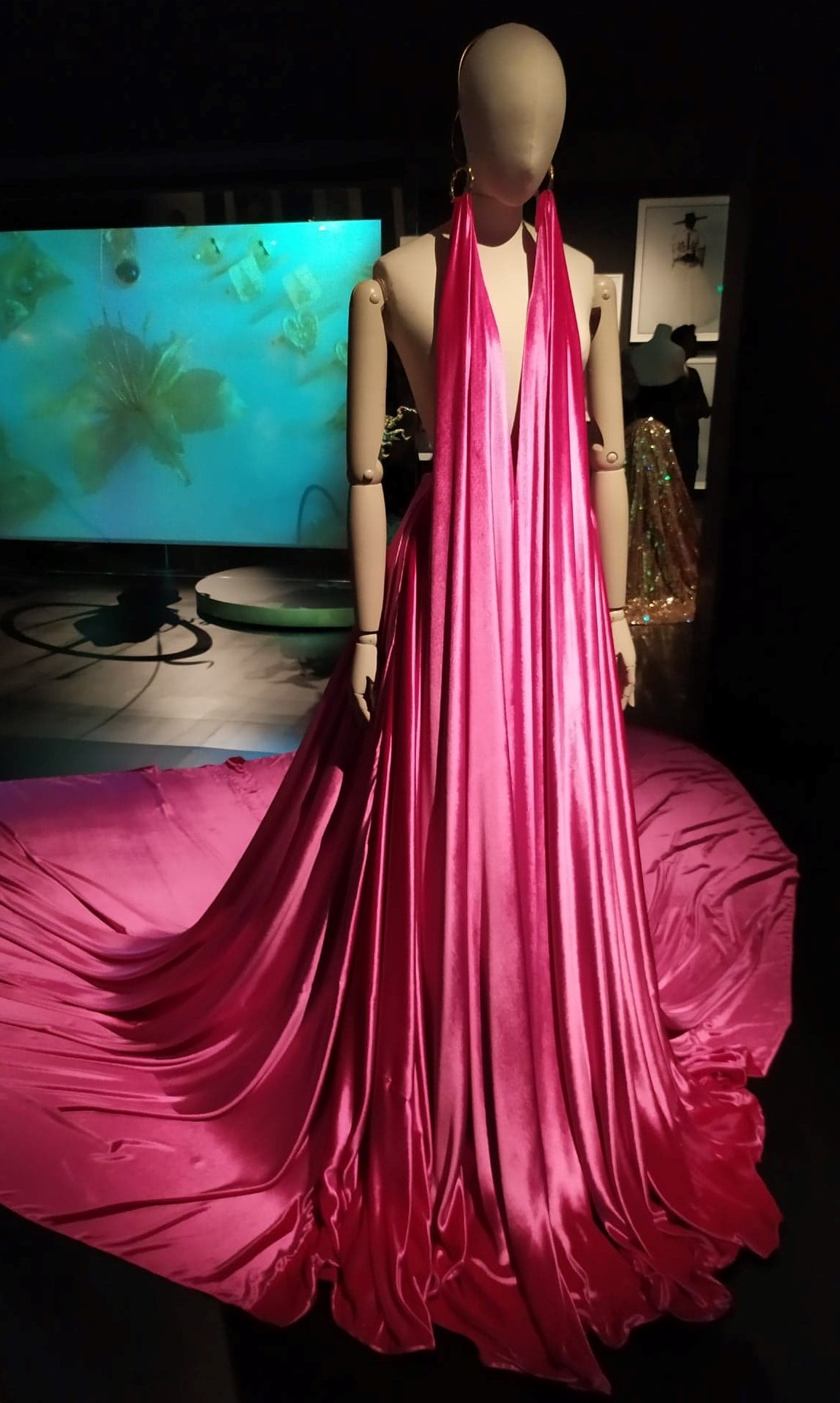
Elsa Schiaparelli

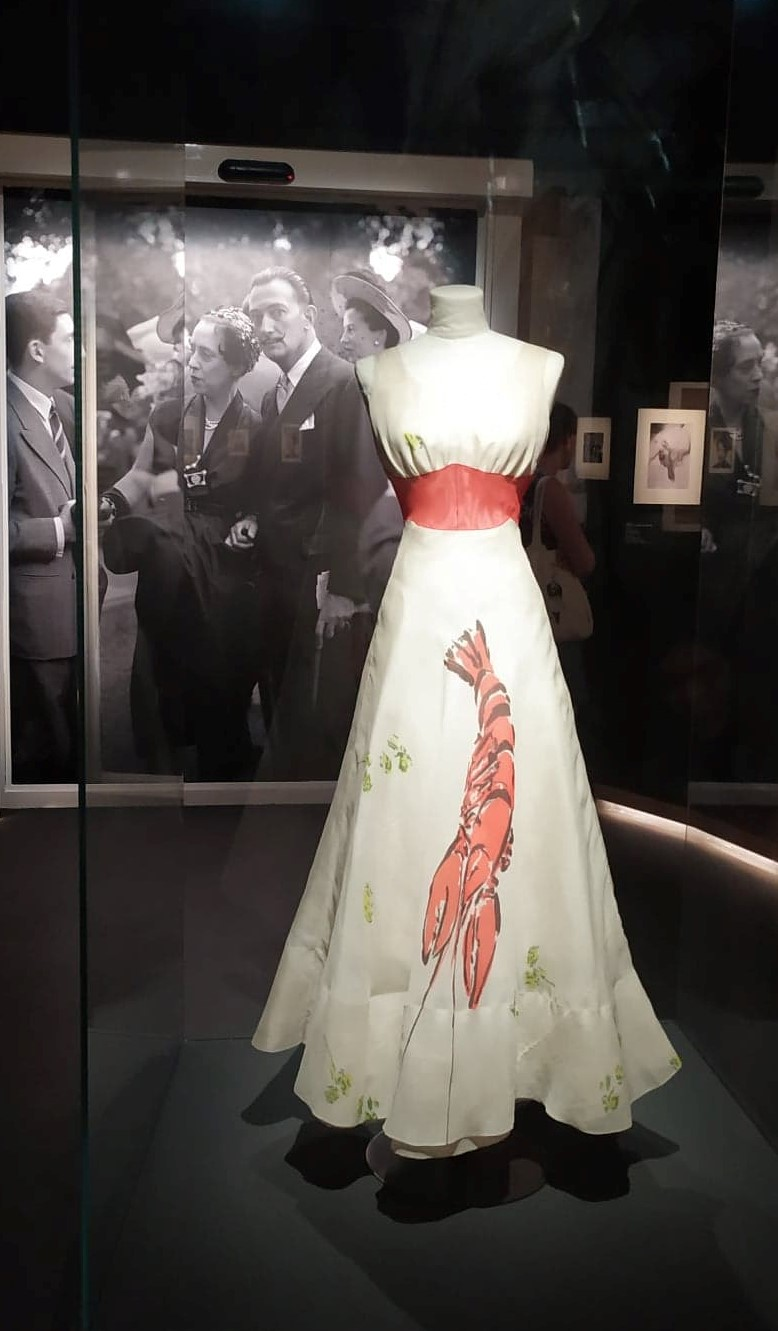
Elsa Schiaparelli

Urmând sfaturile lui Gabrielle Picabia și a altora și după moartea iubitului ei Laurenti, Schiaparelli a părăsit New York-ul pentru a se stabili în Franța în 1922. La sosirea ei la Paris, aceasta a închiriat un apartament scump într-un cartier la modă al orașului, angajând personalul necesar, bucătarul și servitoarea. Cunoștințele pe care le-a format de-a lungul anilor împreună cu poziția socială eminentă deținută de familia ei italiană au fost contopite pentru a se asigura includerea în cercurile sociale la întoarcerea în Franța.
Deși nu a fost niciodată amenințată cu dezmoștenirea, primind constant sprijin financiar de la mama ei, Elsa a simțit nevoia să câștige un venit independent. Ea l-a asistat o perioadă scurtă pe Man Ray cu revista sa Dada Société Anonyme. Gaby Picabia a sugerat crearea unei afaceri care să aducă avantaje atât pentru ea cât și pentru Schiaparelli. Având o conexiune cu croitorul francez Paul Poiret prin asocierea cu sora sa Nicole Groult, Picabia a propus vânzarea de haine franțuzești în America. Acest proiect propus, însă, nu a devenit realitate și a fost abandonat.

## Cariera în modă
Cariera ca designer a lui Schiaparelli a fost încă de la început influențată de Paul Poiret, renumit pentru că renunțarea la rochiile cu corsete, considerate prea lungi și pentru promovarea stilurilor care au permis libertatea de mișcare femeii moderne, elegante și sofisticate. Mai târziu, Schiaparelli s-a referit la Poiret drept „un mentor generos, prieten drag”.
Schiaparelli nu avea pregătire în tehnica de creare a tiparelor și construcția de îmbrăcăminte. Metoda ei de abordare s-a bazat pe impulsul de moment și pe inspirația pe parcurs ce lucrarea progresa. Ea a drapat material direct pe corp, uneori folosindu-se pe sine ca model. Această tehnică a fost preluată de la Poiret, iar rezultatele ei au părut lejere și purtabile.

### Casa de modă a lui Schiaparelli

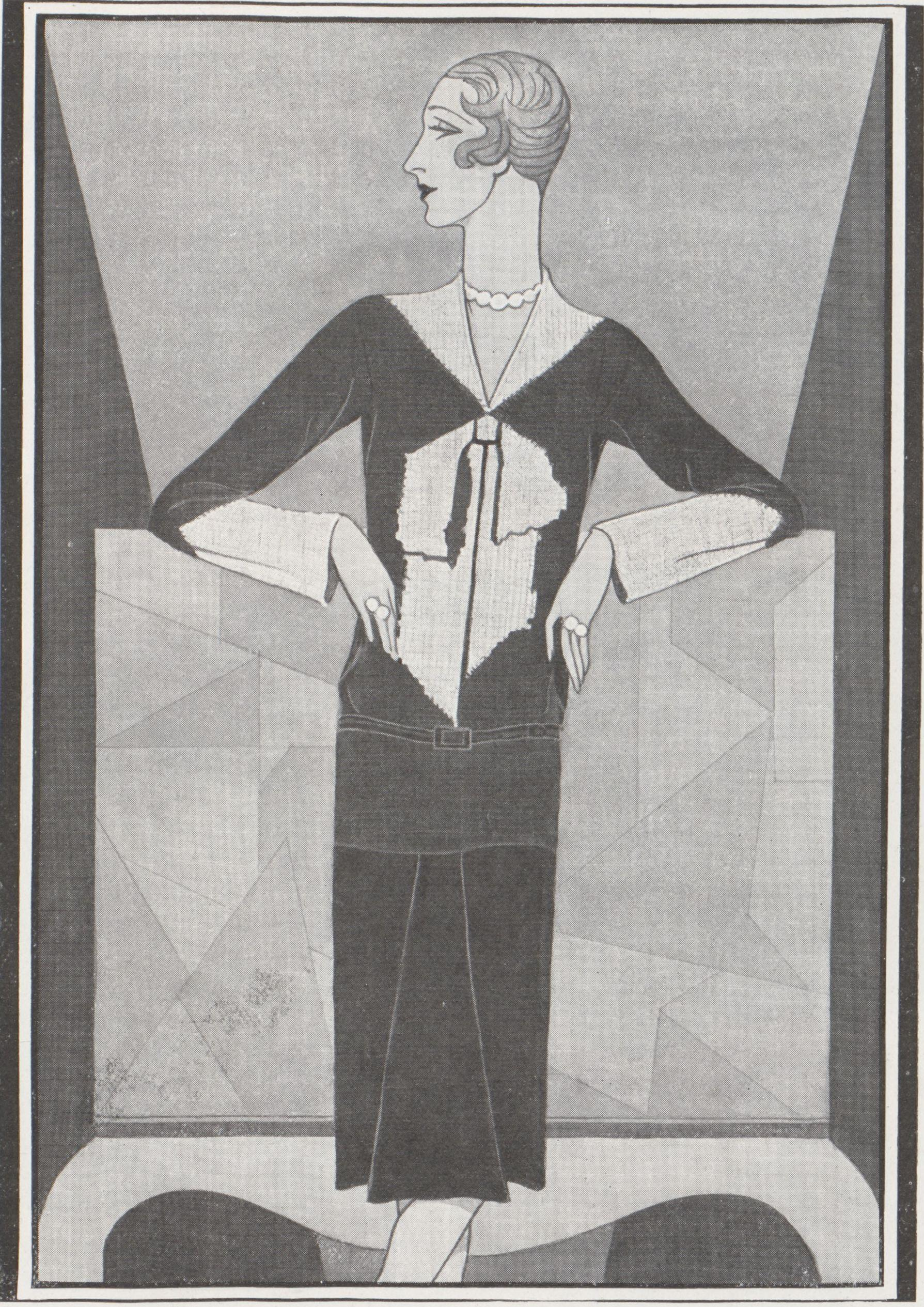
Pulover cu fundă realizat de Elsa Schiaparelli (1927). Desen anonim publicat în Vogue (Paris), vol. 8, nr. 12, 1 decembrie 1927, p. 9

În timp ce locuia în Paris, Schiaparelli – „Schiap” pentru prietenii ei – a început să-și confecționeze propriile haine. Cu încurajarea lui Poiret, ea șa dat startul propriei afaceri, dar a fost închisă în 1926, în ciuda recenziilor favorabile. Ea a lansat o nouă colecție de tricotaje la începutul anului 1927, folosind o cusătură specială în două straturi, creată de refugiații armeni și cu pulovere cu imagini trompe-l'œil suprarealist. Deși primele ei modele au apărut în Vogue, afacerea a cunoscut succesul cu un model care dădea impresia unei eșarfe înfășurate în jurul gâtului purtătorului. Colecția „pour le Sport” s-a dezvoltat în anul următor pentru a include costume de baie, îmbrăcăminte de schi și rochii de in. Schiaparelli a adăugat ținute de seară colecțiilor sale în 1931, folosind mătăsurile de lux ale lui Robert Perrier, iar afacerea a devenit din ce în ce mai puternică în 1935, culminând cu mutarea de la Rue de la Paix la achiziționarea renumitului salon Louise Chéruit la 21 Place. Vendôme, care a fost redenumit „Schiap Shop”. Salonul cu 98 de camere și studiouri de lucru ale lui Schiaparelli au ocupat distinsul Hôtel de Fontpertuis, construit în secolul al XVII-lea de Pierre Bullet.
Colin McDowell a remarcat că până în 1939 Schiaparelli era destul de cunoscută în cercurile intelectuale pentru a fi menționată ca simbolul al modernității de către poetul irlandez Louis MacNeice.

## Expozitii
- "Șocant!" Arta și moda Elsei Schiaparelli, la Muzeul de Artă din Philadelphia (septembrie 2003 – ianuarie 2004) și Musée de la Mode, Paris (martie–august 2004).[47]
- Schiaparelli și Prada : Conversații imposibile; Institutul de costume al Muzeului Metropolitan de Artă (mai-august 2012)[48]
- Couturierul Christian Lacroix a prezentat o colecție de modă tribut lui Schiaparelli la Musee des Arts Decoratifs în 2013.[49]